# NGC 2166
NGC 2166 (другое обозначение — ESO 57-SC64) — рассеянное скопление в созвездии Золотой Рыбы, расположенное в Большом Магеллановом Облаке. Открыто Джеймсом Данлопом в 1826 году. Оценка возраста по виду спектра скопления составляет 340 миллионов лет, межзвёздное покраснение не оказывает на него влияния. Вид спектра близок к модельным спектрам возрастов 200—350 и 500 миллионов лет.
Этот объект входит в число перечисленных в оригинальной редакции «Нового общего каталога».